# 陳鵠
陳鵠（1509年—？），字鳴霄，浙江紹興衛官籍直隸武進縣人，明朝政治人物。

## 生平
嘉靖十三年（1534年）甲午科浙江鄉試第四十三名舉人。嘉靖十七年（1538年）中式戊戌科會試第六十二名，登第三甲第一百一十九名進士。

## 家族
曾祖陳傑，百戶；祖父陳繹，百戶；父陳瑞，百戶。母李氏（封安人）。重庆下。兄陈鹤（百户）。